# تشارلز أدكوك
تشارلز نورمان أدكوك (بالإنجليزية: Charles Norman Adcock)‏، من مواليد 21 فبراير 1923، وتوفي بتاريخ 9 ديسمبر 1998، كان لاعب كرة قدم إنجليزي محترف، وكان يلعب مركز مهاجم، ولم ينضم للمنتخب الإنجليزي طوال تاريخه.